# Goworowo (powiat płoński)
Goworowo – wieś sołecka w Polsce położona w województwie mazowieckim, w powiecie płońskim, w gminie Czerwińsk nad Wisłą.
Prywatna wieś szlachecka położona była w drugiej połowie XVI wieku w powiecie zakroczymskim ziemi zakroczymskiej województwa mazowieckiego. Do 1954 roku siedziba wiejskiej gminy Wychodź. W latach 1975–1998 miejscowość należała administracyjnie do województwa płockiego.